# Hassania Union Sport d'Agadir
 (octobre 2022).
Maillots
Actualités
Le Hassania Union Sport d'Agadir (en tachelhit : ⵜⴰⵎⵓⵏⵜ ⵜⴰⵡⵏⵏⵓⵏⵜ ⵜⴰⵍⵃⴰⵙⴰⵏⵜ ⵏ ⵓⴳⴰⴷⵉⵔ Tamunt Tawnnunt Talḥasant n Ugadir, en arabe : الإتحاد الرياضي حسنية أݣادير), plus couramment abrégé en HUS Agadir, est un club marocain de football fondé par des nationalistes marocains le 22 décembre 1946 sous le nom de Association Sportive d'Agadir, basé dans la ville d'Agadir.
Champion de la Botola Pro1 deux fois et vainqueur d'une seule édition de la Coupe du Souss, sa 1re équipe accueillie ses matchs au Stade Adrar, ainsi qu'elle joue toujours en Botola Pro1.

## Histoire

### La genèse du club
Le club Hassania Union Sport d'Agadir (HUSA) est créé le 22 décembre 1946 sous le nom de Association Sportive d'Agadir sur une impulsion patriotique de quelques mordus du ballon rond ayant eu vœu de former une équipe de football composée de musulmans uniquement. Le fait de changer le nom du club est venu pour rendre hommage au président-fondateur et premier sponsor du club feu Haj Driss Lahlou dont le prénom de sa fille est Hassania. Les membres de l'équipe aménagèrent un terrain d'entraînement de fortune à l'extérieur d'Agadir (terrain de Mercala), ils prirent en charge aussi bien leur équipement que tous les frais afférents aux rencontres qu'ils disputaient aussi bien localement qu'à l'extérieur de leur ville. Le club fait donc son entrée au sein de la Ligue du Maroc de Football Association et disputa son premier match officiel en Division Promotion (Groupe Côtier) lors de la saison 1946/1947 avec l'Association Sportive d'Inezgane, l'Association Sportive de Souirah, l'Olympique Club de Louis-Gentil et Union Sportive de Safi. À son retour à Agadir après un match barrage à l'extérieur à Salé, l'équipe fut accusé par la police du Protectorat français au Maroc d'activisme politique illicite.

### Après l'indépendance
Le Hassania monte enfin en première division lors du Championnat 1958-1959 et fut le premier club du sud à y participer. Les Soussis se sont classés 14e dans cette saison en échappant de peu à la relégation.
Deux titulaires et le vice-président Bijaouane périrent lors du séisme de 1960.
En 1963, le Hassania d'Agadir rate sa première coupe et s'incline après un excellent parcours, la finale malheureuse de la Coupe du Maroc 1962-1963, fut perdu par le HUS Agadir 3 buts à 2 face au KACM de Marrakech, match qui s'est déroulé le 24 avril 1960 au Stade d'honneur à Casablanca.
Le Hassania d'Agadir participa également pour la première fois de son histoire en 1988 à une compétition internationale, il s'agit de la fameuse Coupe Mohammed V qui regroupait plusieurs clubs étrangers parmi les plus prestigieux au monde, et grâce à sa victoire en demi-finale face à Centrale Laitière AS sur la séance des tirs au but 4 à 2 après le 0 à 0 du match, il réussit à se qualifier en finale de cette édition avant de se faire battre par les monégasques de l'AS Monaco (champion de France) par un but à zéro.

### La génération dorée (1998-2003)

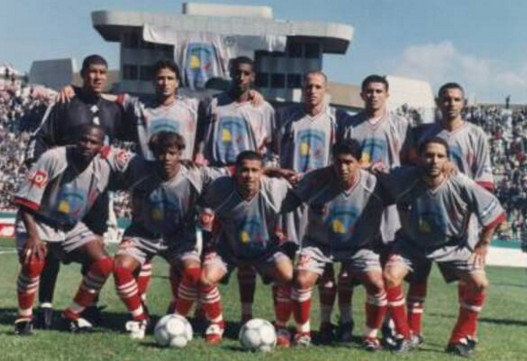
L'équipe en saison 2001-02

Le HUSA retrouva sa place au sein de la première division en 1996 puis continua son évolution normalement jusqu'à atteindre un niveau très appréciable lors des années 1990 et surtout vers la fin du vingtième siècle.
En effet, le club disputa la demi-finale de la Coupe du Trône au titre de la saison 1998-1999 et fut classé 5e du championnat lors de la saison 1999-2000. Il disputa aussi la demi-finale de la coupe du Trône lors de la saison 2000-2001 et tous ces prestations donnaient de l'impression et des signes qu'un nouveau grand club va naître au sud du Maroc.

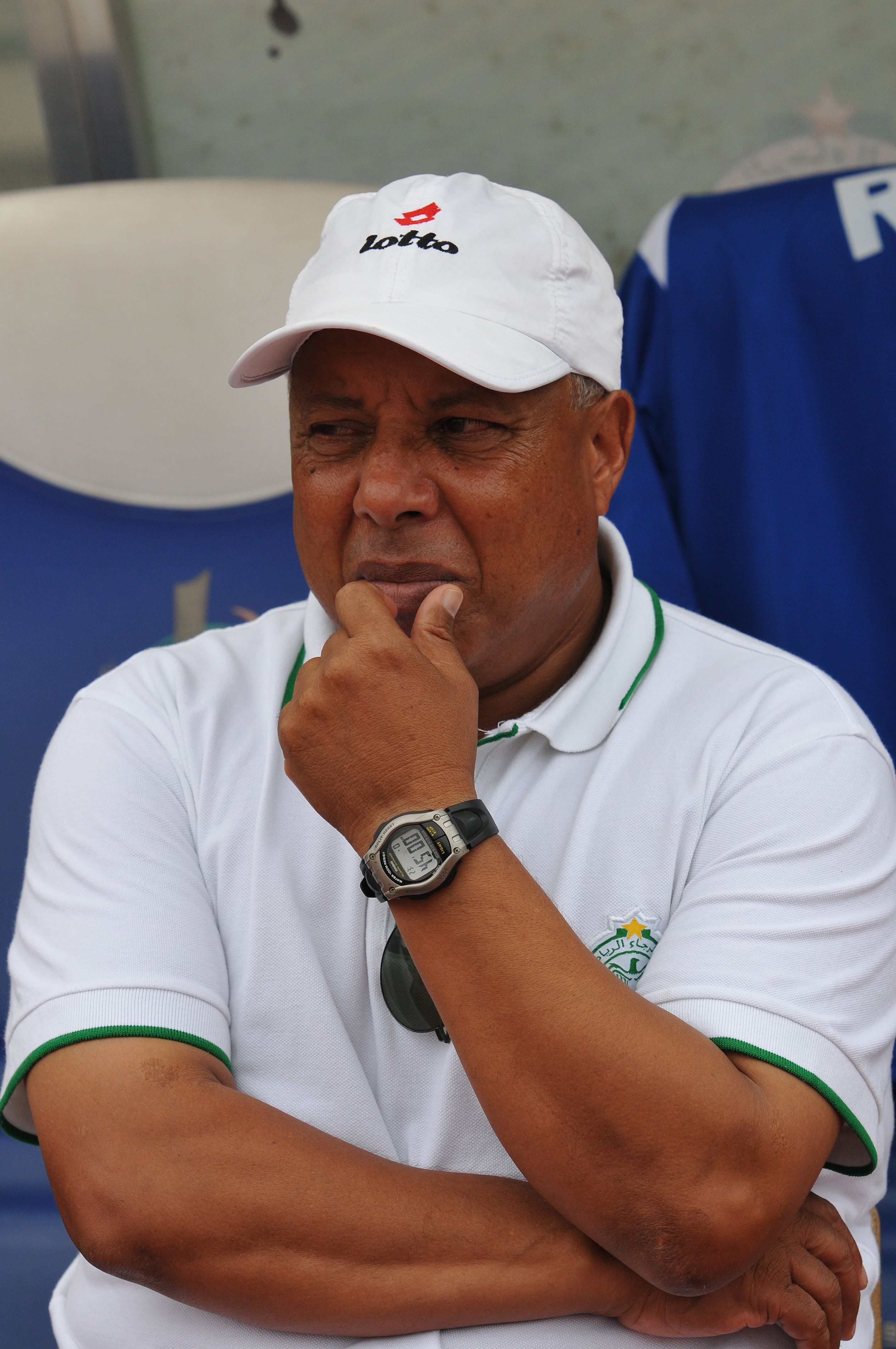
M'hamed Fakhir l'entraîneur qui a remporté les deux titres de champion avec le club

Une des personnalités qui a marqué l'histoire du Hassania fut l'ancien joueur du Raja de Casablanca et l'entraîneur le plus titré au Maroc, M'hamed Fakhir, cet entraîneur rejoint le club en 2001 et survit par la suite à l'âge d'or du club qui va arrêter les victoires successives du Raja en championnat de 1996 à 2001, puisque le Hassania remporta à son tour le Championnat du Maroc 2 fois d'affiliés, en 2001-2002 et en 2002-2003.
En tant que Champion du Maroc en 2002, le Hassania d'Agadir est donc qualifié pour disputer la « Ligue des Champions de la CAF » de l'édition 2003, pour la première fois de son histoire. Il entame la compétition directement au premier tour face au club libyen ayant pour nom Al-Ittihad Tripoli. Il s'agit du premier match africain et de toutes compétitions internationales confondues de l'histoire du Hassania. La formation libyenne, a elle aussi entamé la compétition directement au premier tour. Le match aller qui s'est joué à Agadir et s'est terminé sur le score de 0-0. Après un match nul, la gazelle de souss doit tout faire pour remporter la rencontre jouée à l'extérieur mais finalement aucun des deux clubs ne réussit à se départager. Et après une séance de tirs au but, le Hassania d'Agadir décroche son ticket pour le second tour qui est l'équivalent des seizièmes de finale. Mais malheureusement, la compétition s'arrête ici pour le Hassania qui se fait éliminer après un match nul lors du match aller et après une défaite sur le score d'un but à zéro en Côte d'ivoire dans le cadre du match retour contre le fameux club d'ASEC Mimosas.
Grâce au titre remporté de Champion du Maroc en 2003, le HUSA se qualifie pour disputer l'édition 2003 de la Ligue des Champions de la CAF. Il s'agit de sa seconde participation dans une compétition africaine mais de sa troisième dans une compétition internationale. Le Hassania d'Agadir entame donc la compétition dès les tours préliminaires qui est l'équivalent des trente-deuxièmes de finale face au club mauritanien d'Al Nasr de Sebkha. Le match aller qui s'est joué à Agadir, s'est terminé par une large victoire sur le score de sept buts à zéro. Cette défaite a incité les dirigeants du club mauritanien à déclarer forfait avant le match retour qui devait avoir lieu en Mauritanie.
Mais comme la saison dernière, la compétition s'arrête ici pour le Hassania d'Agadir qui se fait éliminer par les Tunisiens de l'Étoile du Sahel après une défaite au match aller sur le score de deux buts à zéro et un nul lors du match retour.

### Baisse de régime mais présence continue avec l'élite (2003-2011)

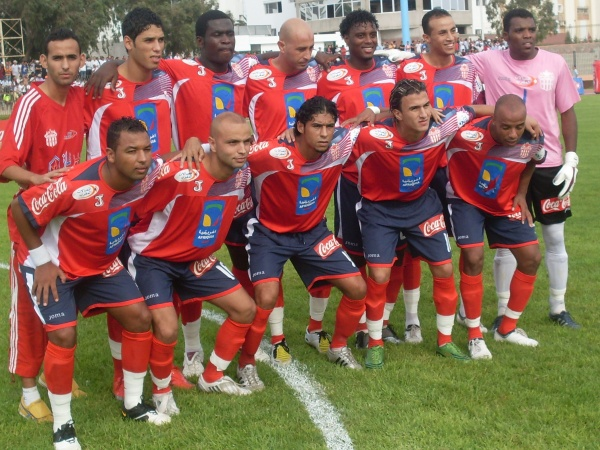
Le Hassania en saison 2009-10

Le Hassania d'Agadir se qualifie en 2004 à la Ligue des champions arabe pour la première fois de son histoire grâce à sa place de quatrième en championnat. Durant cette saison le Tournoi du Prince Faysal bin Fahad, qui rendait hommage au Prince Faysal bin Fahad mort en 2002, s'est vu renommée en Ligue des Champions arabes. Cette édition s'agit de la 20e et de la première sous ce nom. Le Hassania d'Agadir entame la compétition aux tours préliminaires qui est l'équivalent des seizièmes de finale face aux égyptiens d'Al Ahly SC. Les Soussis d'Agadir ne réussirent finalement pas à se qualifier au premier tour qui est l'équivalent des huitièmes de finale car ils se font éliminer par Al Ahly SC qui après un nul à Agadir sur le score de 0-0, bat le Hassania sur le score de trois buts à zéro en Égypte. Finalement l'équipe d'Agadir ne réussit pas à se qualifier au premier tour et ne remporte aucun match mis à part un match nul. De plus le Hassania ne réussit à marquer aucun but.
Après s'être classé cinquième en championnat en 2006, le Hassania d'Agadir se qualifie pour disputer la "Coupe de la confédération" de l'édition 2007, qui est sa première participation dans cette compétition qui entame directement au premier tour face aux Sénégalais de l'US Gorée. Il s'agit du premier match dans cette compétition pour le Hassania. Les Sénégalais, ont cependant du commencer la compétition dans les tours préliminaires qui est l'équivalent des soixante-quatrièmes de finale.
Pour sa première participation à cette compétition, le HUSA ne réussit pas à concrétiser lors du match aller au Sénégal qui se termine par un nul. Mais lors du match retour, les Rouges et blancs du Souss ont montré un autre visage grâce au soutien de leur public, ils réussirent à se qualifier pour les seizièmes de finale. Ce match fut très difficile pour le Hassania mais celui-ci réussit tout de même à gagner sur le score de trois buts à deux.
Pour le compte des seizièmes de finale, le Hassania doit affronter le club nigérian expérimenté du Dolphin FC qui s'était qualifié en battant le club gambien de Hawks FC sur le score d'un but à zéro. Le match aller a été remporté par les Nigérians sur le score d'un but à zéro lors d'un match joué au Nigeria. Après cette défaite, le club d'Agadir doit tout faire pour marquer à domicile et ne pas se prendre de buts. Et finalement le match retour se termine par une victoire du Hassania d'Agadir sur le score d'un but à zéro. Mais le club ne réussit pas à se qualifier pour les huitièmes de finale puisque celui-ci perd aux tirs au but à 5-3. Ce fut une très belle aventure pour l'Hassania qui entama sa troisième compétition africaine.
La Ligue des Champions arabes en 2009, s'agit de la seconde où le Hassania d'Agadir y participe, cette édition s'agit aussi de la 25e et de la sixième avec le nom de Ligue des champions arabes. Le Hassania entame la compétition directement au premier tour qui est l'équivalent des huitièmes de finale face au irakiens d'Al Qowa Al Jawia et non aux tours préliminaires comme lors de la sa participation précédente. Le Hassania d'Agadir ne réussit finalement pas à se qualifier aux huitièmes de finale car il se fait éliminer par les Irakiens d'Al Qowa Al Jawia qui remportent le match aller sur le score de deux buts à un en Irak mais le HUSA après sa défaite ne réussit pas à marquer en ratant de nombreuses actions lors du match retour à Agadir. Au bilan, pour sa seconde participation, le club réussit à passer les tours préliminaires même s'il fut dispensé de ce tour mais n'a pas réussi à se qualifier aux huitièmes de finale contrairement aux autres clubs marocains que sont le Wydad de Casablanca ainsi que le Raja de Casablanca.

### Renouveau et professionnalisme (2011-2017)

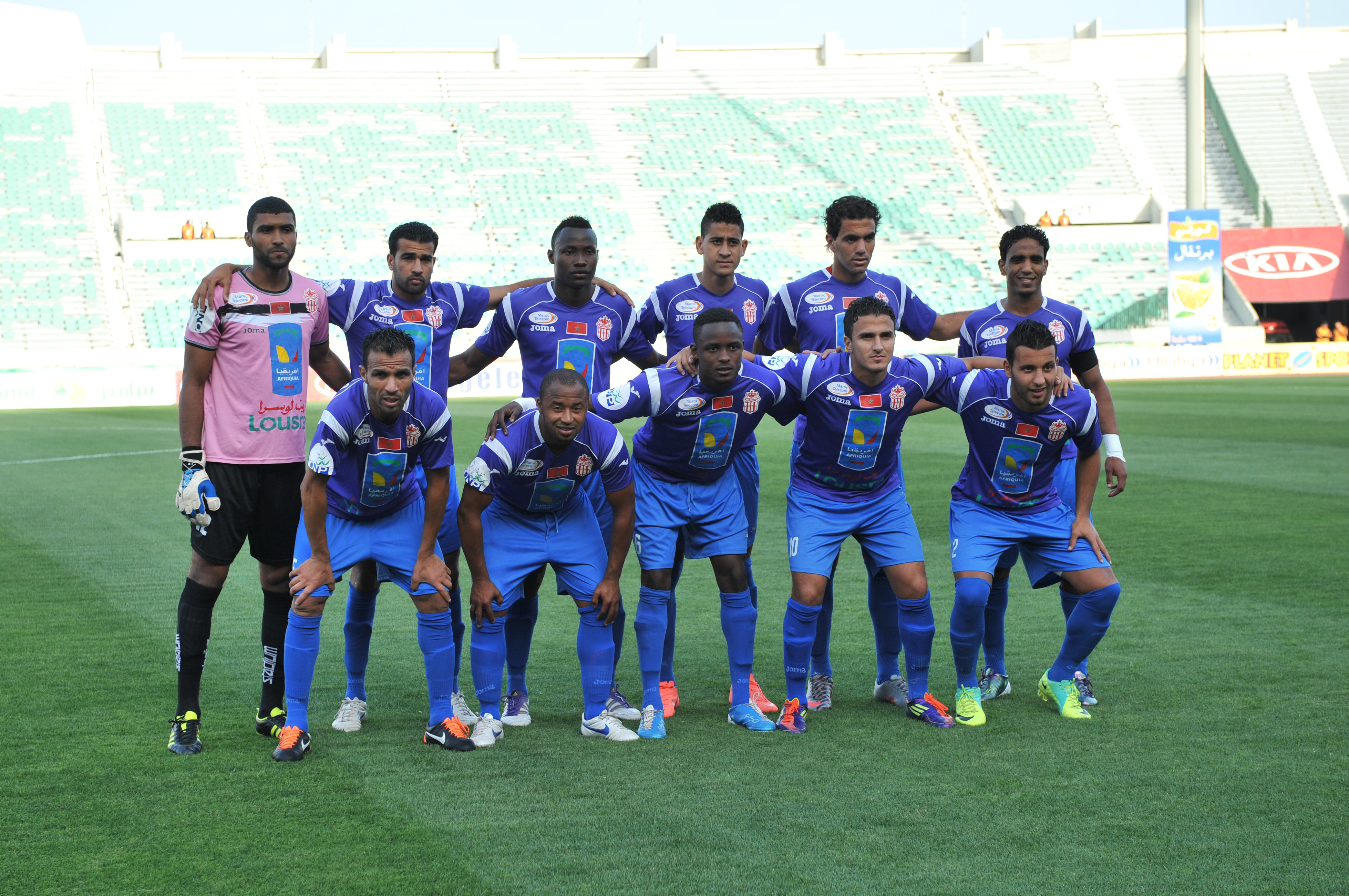
Le Hassania d'Agadir en 2012 au Stade Mohammed-V à Casablanca

En 2011, le Hassania d'Agadir signe un contrat avec l'entraîneur marocain expérimenté Mustapha Madih qui reste à la tête de la direction techniques du club pendant quatre ans dans laquelle plusieurs fois l'équipe évita de peu la relégation à la deuxième division. Sous la présidence de Habib Sidinou, le club du Hassania a connu plusieurs difficultés financières mais il a réussi à rester avec l'élite. Lors de ces quatre saisons, l'équipe changeait son effectif de façon régulière, il était constitué de joueurs âgées ainsi que de jeunes talents locales et d'autres venu de l'extérieur. En Coupe du Trône, le bilan des résultats étaient aussi décevant.
L'année 2014 connaît un fait marquant dans l'histoire du HUSA qui se déplace à un nouveau stade, après plus que cinquante ans de jeu au Stade Al Inbiaât les Agadiris se rendent au Stade Adrar dôté d'une pelouse naturelle et avec une affluence plus grande. Ce changement avait sûrement un impact technique sur la gazelle de souss, en 2015, Mustapha Madih quitte le club, il est remplacé par Abdelhadi Sektioui. Ce dernier va appliquer un style offensif tout en gardant un effectif de jeune joueurs pratiquants un jeu plaisant. Alors que l'équipe possédait la plus forte attaque au Championnat du Maroc, elle souffrait énormément en ce qui concerne la défense. Cela poussait l'équipe à ne pas faire de bonnes résultats surtout qu'elle manquait de vitesse finale.

### Retour au podium (2017-2020)

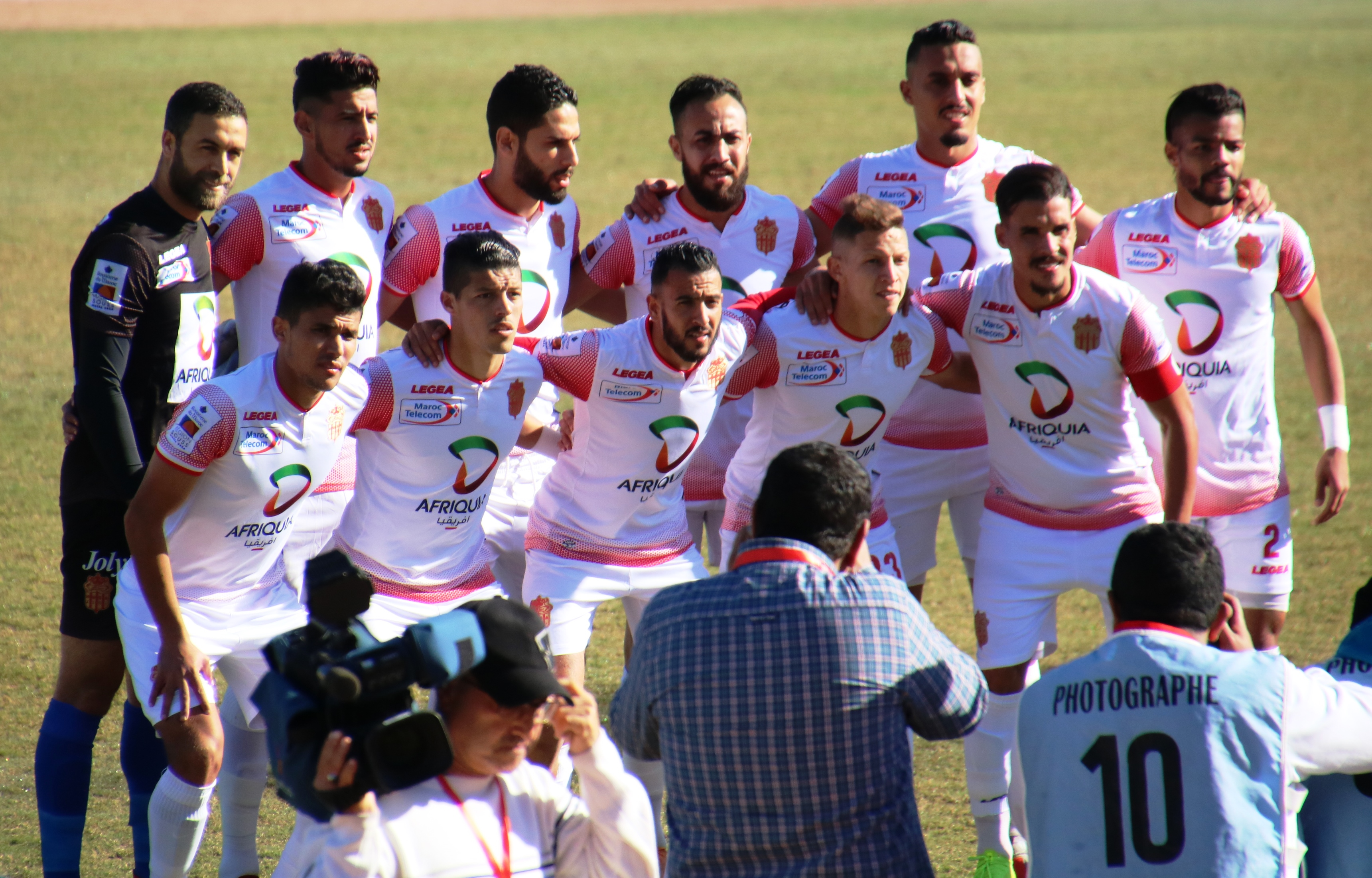
Le Hassania d'Agadir en 2018 au Stade Adrar à Agadir

Lors de la saison 2017-2018, avec un effectif de jeunes joueurs ainsi que quelques footballeurs expérimentés, le Hassania est éliminé aux huitièmes de finales de la Coupe du trône face à son rival zayani le Chabab Atlas Khenifra, cette élimination survient à la suite d'une défaite à domicile au Stade Adrar.
En championnat, le Hassania d'Agadir fait un début exemplaire, l'entraîneur argentin Miguel Angel Gamondi, qui étaient également le directeur sportif du HUSA, donne un nouveau souffle au club, le style de jeu de l'équipe ne changea pas beaucoup puisque les Soussis jouaient encore un football offensif tel que les dernières années mais ce qui distinguait l'équipe du Hassania cette saison est une défense plus solide. Finalement, le Hassania termine la phase d'aller à la première place à la suite de sa victoire à la quinzième journée contre le Moghreb de Tétouan sachant que ces derniers menaient au score. Le bilan de cette phase fut positif avec une seule défaite à l'extérieur contre le Raja de Casablanca, le club réussit également à battre le Wydad (1-0) à Agadir.
La phase retour du Hassania, ne commence pas comme prévu, contrairement à quelques concurrents qui ont fait d'importants transferts, la situation financière du HUSA l'a obligé de se contenter des joueurs présents avec l'ajout de quelques jeunes de l'équipe réserve. Le niveau du club commence de plus en plus à baisser, les dernières journées du championnat connaisse une grande concurrence puisque sept clubs avaient des chances pour être champion au bout de cinq matches de la fin, les rencontres du Hassania le posait face à des concurrents directs, enfin la gazelle de souss va lâcher complètement lors de la course du championnat et elle laissa sa place de leader au Ittihad de Tanger, et à la suite d'une victoire à la dernière journée, le Hassania arracha une troisième place qui mène à une participation à la Coupe de la confédération 2018-2019.

## Palmarès
| Compétitions nationales | Compétitions internationales                                                    |
| - Botola Pro1 (2) : - Champion : 2001/02 et 2002/03 - Troisième : 2017/18 et 2018/19 - Coupe du Souss (1) : - Vainqueur : 1950 - Coupe du Trône : - Finaliste : 1962/63, 2005/06 et 2018/19 - Botola Pro2 (1) : - Champion : 1970/71 - Vice-champion : 1957/58 - Botola Amt1 (1) : - Champion : 1956/57 | - Coupe de la confédération - Demi-finaliste : 2020 - Quart-de-finaliste : 2019 |

Compétitions amicales
- Tournoi de Casablanca (1)
  - Finaliste : 1988
- Tournoi International d'Agadir[5] (1)
  - Vainqueur : 1989

## Statistiques

### Parcours international
Bilan du parcours international du Hassania d'Agadir à partir de 2003. Pour les matchs de coupes internationales, les matchs sont comptés avant le résultat d'éventuels tirs au but (à l'instar de la FIFA). (Résultats mis à jour jusqu'en 2009 pour les coupes internationales)
| Coupes d'Afrique de la CAF    | Saisons | Titres | J  | G | N | P | Bp | Bc | Diff |
| ----------------------------- | ------- | ------ | -- | - | - | - | -- | -- | ---- |
| Ligue des Champions de la CAF | 2       | 0      | 8  | 2 | 4 | 2 | 7  | 2  | +5   |
| Coupe de la confédération     | 2       | 0      | 4  | 2 | 2 | 0 | 4  | 3  | +1   |
| Total                         | 4       | 0      | 12 | 4 | 6 | 2 | 11 | 5  | +6   |
| Coupes arabes de l'UAFA       | Saisons | Titres | J  | G | N | P | Bp | Bc | Diff |
| Ligue des champions arabes    | 2       | 0      | 4  | 0 | 2 | 2 | 1  | 5  | -4   |
| Total                         | 2       | 0      | 4  | 0 | 2 | 2 | 1  | 5  | -4   |
| Total Général                 | 5       | 0      | 16 | 4 | 8 | 4 | 12 | 10 | +2   |

### Rencontres
- Plus large victoire :
  -  Hassania d'Agadir 7-0  Al Nasr de Sebkha (2006/2007)
- Plus large défaite :
  -  Hassania d'Agadir 0-8  FUS de Rabat (en 1958/1959)
- Match avec le plus de buts
  -  Hassania d'Agadir 5-4  FUS de Rabat

### Divers
- Le Hassania d'Agadir est classé 10ème club au Maroc en ce qui concerne le nombre de participation aux éditions du Championnat du Maroc de football depuis sa création en 1956.
- Le club est classé sixième au Maroc en nombre de titres en Championnat (même place partagée avec le Moghreb de Tetouan et le Kawkab de Marrakech). (2 titres)

## Personnalités

### Entraîneurs
- Hassan Akesbi
- Petre Mîndru
- Nicolae Oaida
- Ion Oblemenco (1996)

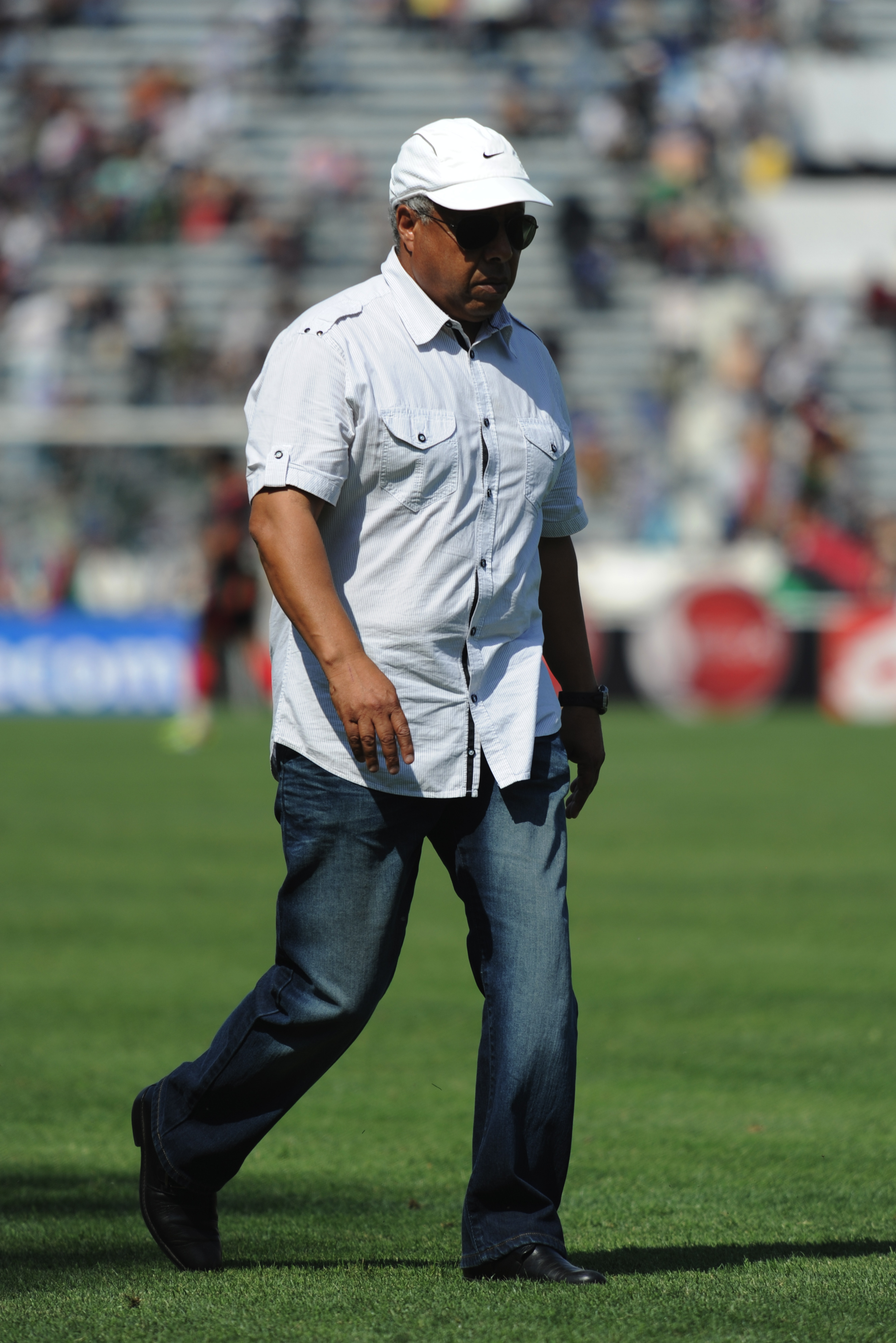
M'hamed Fakhir l'entraîneur le plus titré au niveau national au Maroc et tout au long de l'histoire du Hassania d'Agadir

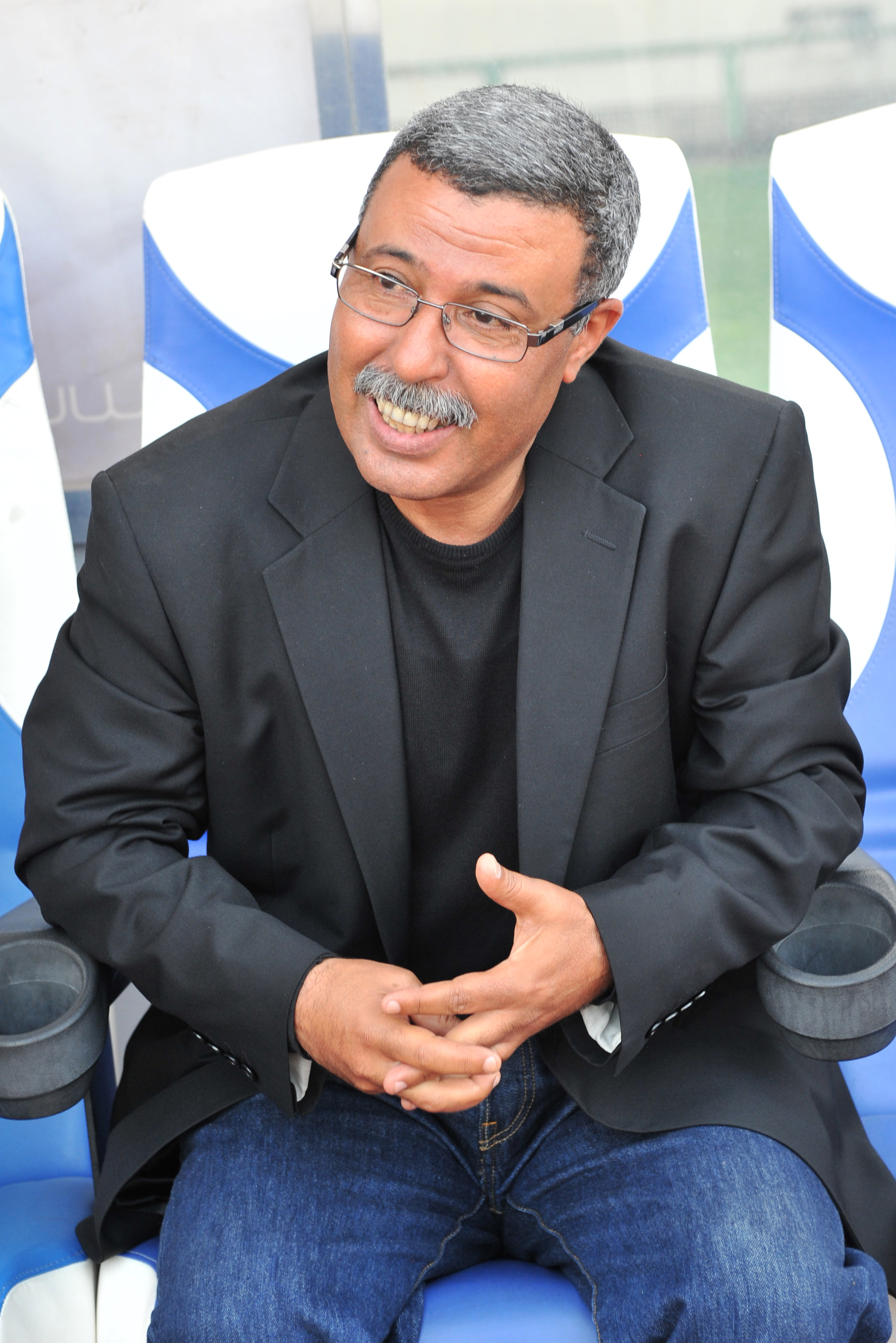
Mustapha Madih

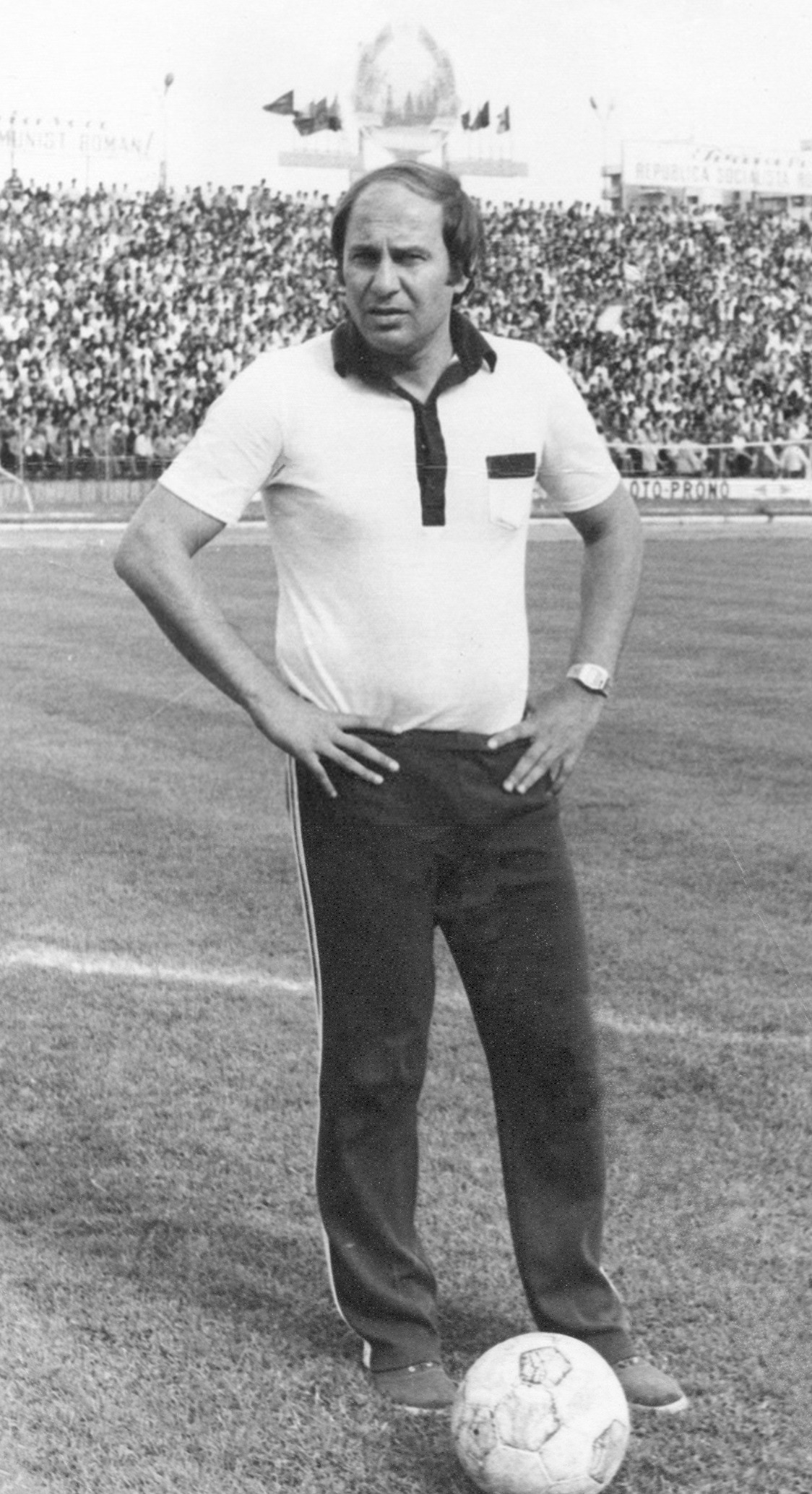
Ion Oblemenco est un ancien entraîneur roumains qui entraîna le Hassania d'Agadir après sa montée, il meurt le 1 septembre 1996 dans la ville d'Agadir alors qu'il s'occupait encore de la direction technique du club

- Marcel Pigulea (1996-1997)
- Abdelhadi Sektioui (1998-2000)
- M'hamed Fakhir (2001-2003)
- Aurel Țicleanu (2004)
- Eugen Moldovan (2005-2006)
- Miguel Gamondi (2007)
- Eugen Moldovan (2008–2009)
- Jean-François Jodar (2009-2010)
- Jamal Sellami
- Hubert Velud (2011)
- Mustapha Madih (2011-2015)
- Abdelhadi Sektioui (2015-2017)
- Miguel Gamondi (2017-2019)
- M'hamed Fakhir (2019-jan. 2020)
- Mustapha Ouchrif (jan. 2020-oct. 2020)
- Mounir Chebil (oct. 2020-jan. 2021)
- Reda Hakam (jan. 2021-déc. 2021)
- Abdelhadi Sektioui (déc. 2021- 2022)
- Marcos Paquetá (2022-mars 2023)
- Abdelhadi Sektioui (mars 2023-...)

### Joueurs emblématiques
Anciens footballeurs marocains
- Lahcen Chicha[8]

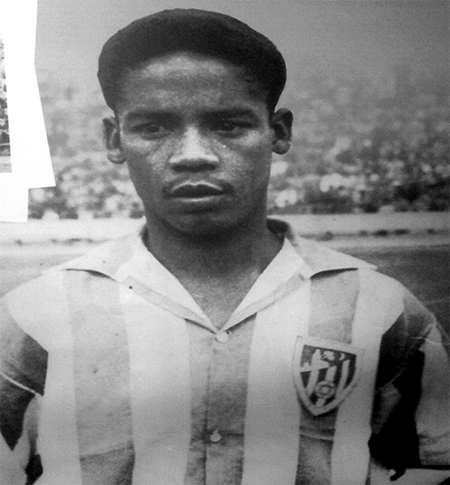
Lahcen Chicha sous le maillot du Club Atlético Tetuán

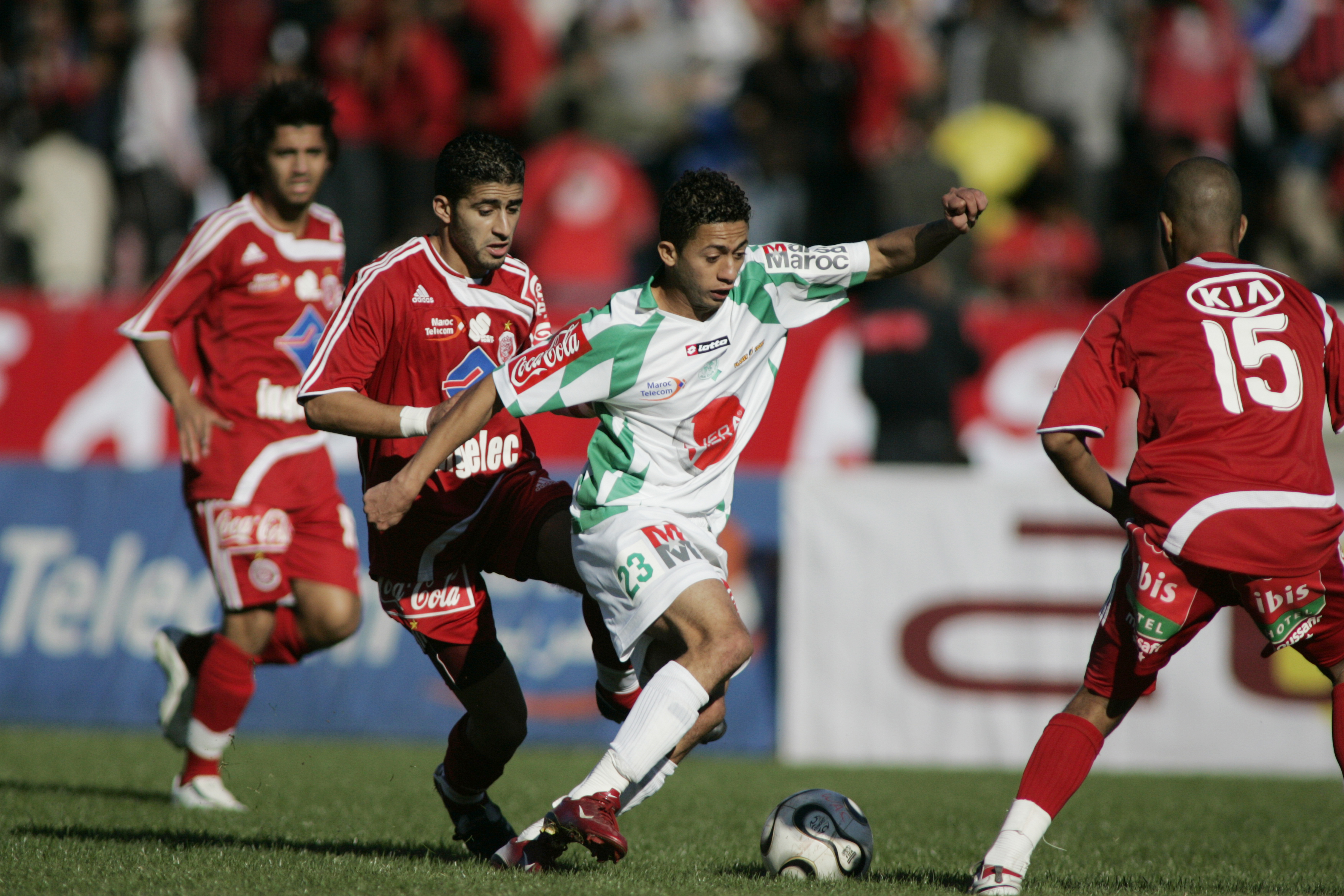
Omar Najdi l'ancien joueur du Hassania qui fut transféré au Raja Club Athletic

- Abdelatif Fellaini (père de l'international belge Marouane Fellaini)

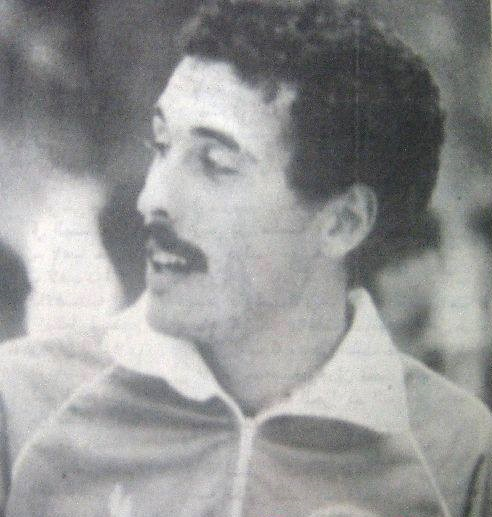
Benbella Benmiloud, le gardien de but algérien du club entre (1990-1996)

- Abdelaaziz Rifki
- Mehdi El Gouch
- Jamal Amdoud
- Rachid Boudad
- Aziz Serhani
- Khaled Ouhani
- Abdelkabir Mezyane
- Hammou Mouhal[9]
- Mohamed Benhachem
- Said Bouricha
- Hicham El Bouzidi
- Mohammed Lahceini
- Ibrahim Ouchrif
- Mustapha Ouchrif
- Hassan Ouchrif
- Youssef Achami
- Azzeddine Hissa
- Nadir Lamyaghri
- Hicham Allouli
- Abdellah Jlaidi
- Adil Fahim
- Noureddine Boubou
- Youssef Agnaou
- Omar Najdi
- Jawad Akadar
- Samir Ait Bihi
- Mohamed Taouss
- Yassine El Bissati
- Abdelhafid Lirki
- Mourad Batna
- Ismail Haddad
- Rafik Abdessamad
- Soufiane Zakaria
- Noureddine El Gourch
- Mustapha Chakouri
- Faouzi Abdelghani
- Badie Aouk
- Abdelkrim Baadi
- Driss Bennani
- Karim El Berkaoui
- Youssef Fahli
- Yassine Rami
- Amine Sadiki
- Fahd El Ahmadi
- Salah Moussadak

Anciens footballeurs étrangers
- George Cornéa
- Bi Goua Gohou
- Zoumana Koné
- Patrick Kouakou
- Pascal Feindouno
- Khalilou Traoré
- Idrissa Coulibaly
- Fodé Camara
- Cristiano Santos
- Ahmad Maher Wridat
- Miroslav Marković
- Tamer Seyam
- Bakary Mané
- Malick Cisse
- Patrick Malo
- Djibril Diop

## Infrastructures

### Stade Al Inbiâate

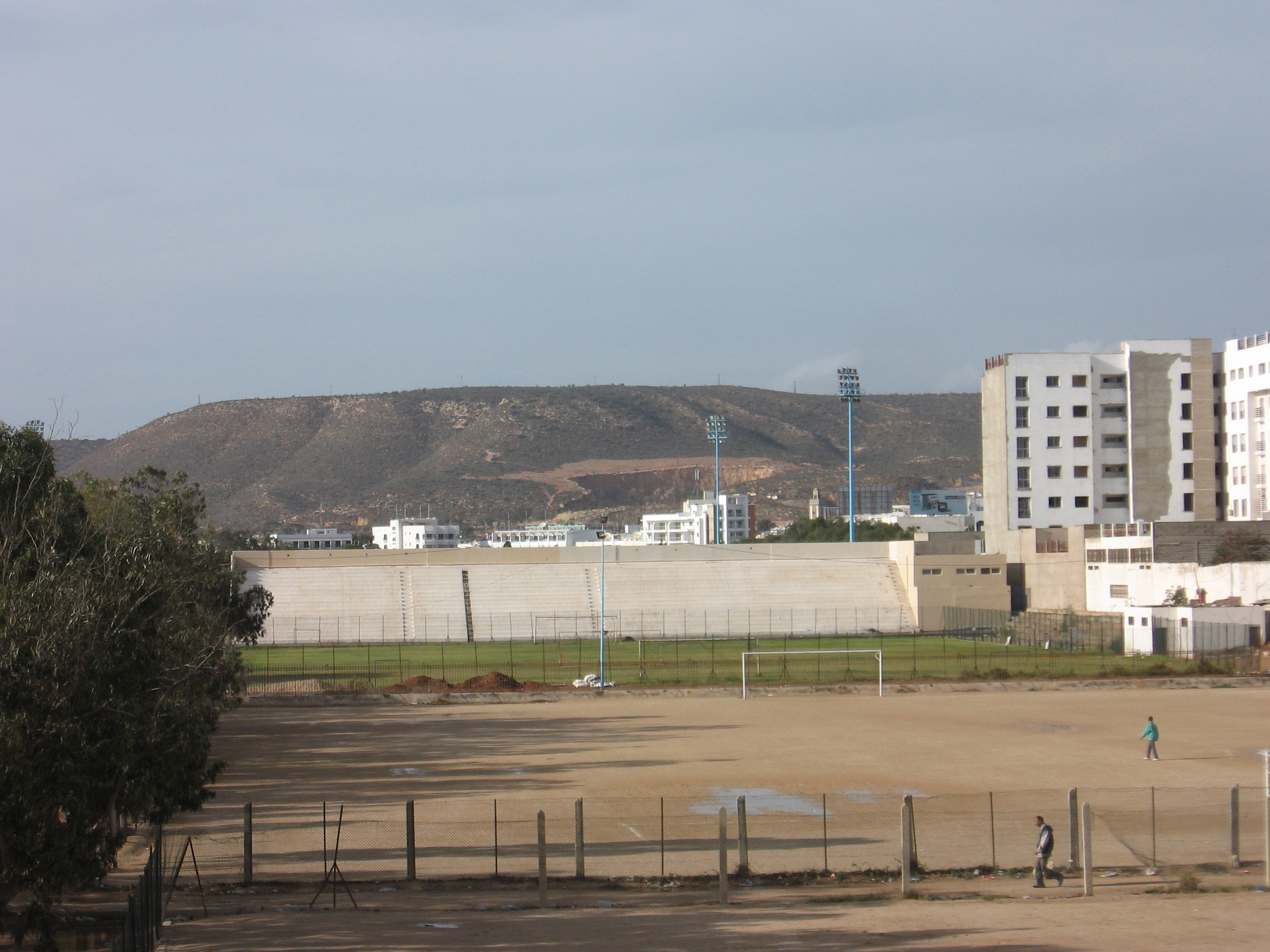
Stade Al Inbiâate

Stade Al Inbiâate est l'ancien stade du Hassania, il a été remplacé par le Stade Adrar après sa construction en 2013. Ce stade, et malgré sa faible capacité qui peut accueillir au maximum 15 000 personnes en places, demeure un des stades les plus emblématiques du Maroc, il est également un des plus anciens puisqu'il a été construit dans les années 1960. Le stade a été doté d’une pelouse synthétique à la fin de 2011, il est utilisé actuellement par les clubs d'Agadir aux divisions inférieures ainsi que les différentes catégories d'âge du Hassania d'Agadir.

### Stades Adrar

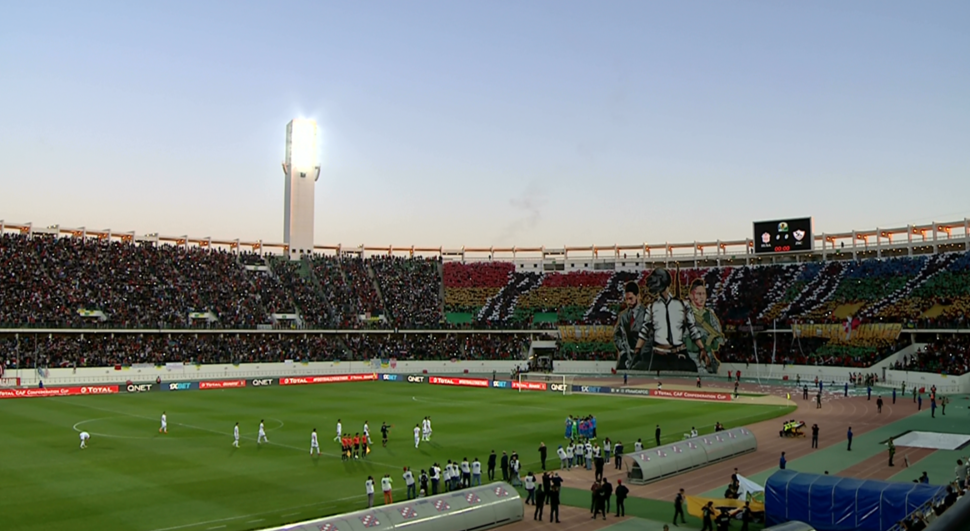
Stade Adrar

Stade Adrar d'Agadir est inauguré le 11 octobre 2013 par un match amical entre le Husa et la Jeunesse sportive de Kabylie. Le stade est parmi ceux qui ont figuré dans la liste des stades de la candidature du Maroc pour l'organisation de la Coupe du monde 2026. Le nom du stade Adrar signifie dans la langue amazighe la montagne vu que le stade ressemblait de loin à une montagne de l'Anti Atlas marocain.

## Finances
| Saison    | Recettes (en millions) | Dépenses (en millions) | Source |
| --------- | ---------------------- | ---------------------- | ------ |
| 2014/2015 | 29,2                   | 32,9                   | [ 10 ] |
| 2015/2016 | 28,1                   | 35,5                   | [ 10 ] |
| 2016/2017 | 31,5                   | 39,4                   | [ 10 ] |
| 2017/2018 | 37,5                   | 42,8                   | [ 11 ] |

## Image et partenaires
Les couleurs du Hassania durant son histoire n'ont jamais changé depuis la création du club, ses couleurs officielles sont le rouge et le blanc avec l'utilisation du bleu à l'extérieur. Le maillot traditionnel de l'équipe d'Agadir est la tenue rouge rayé avec des traits en blanc.

### Emblèmes

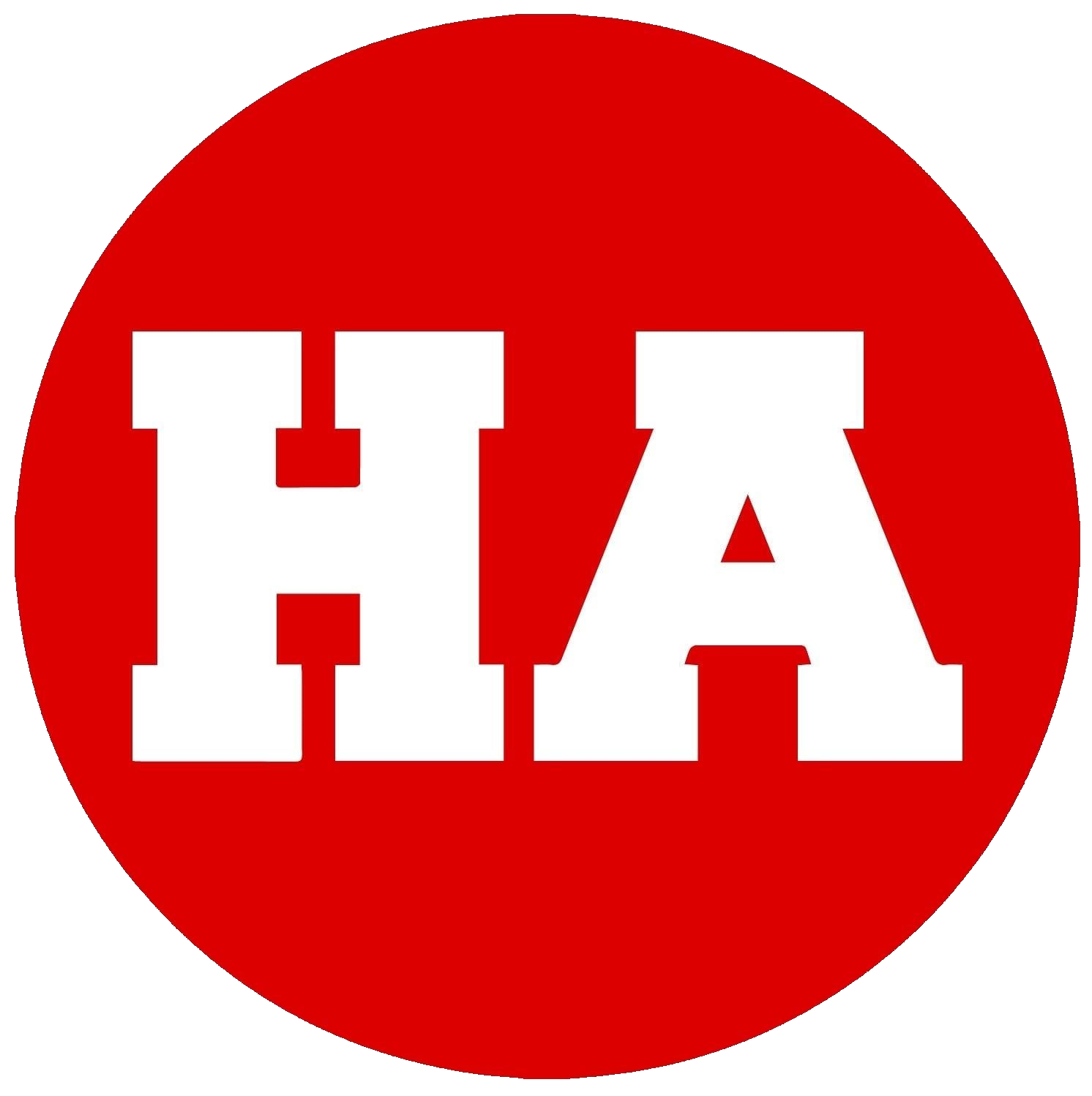
1960s-1970s
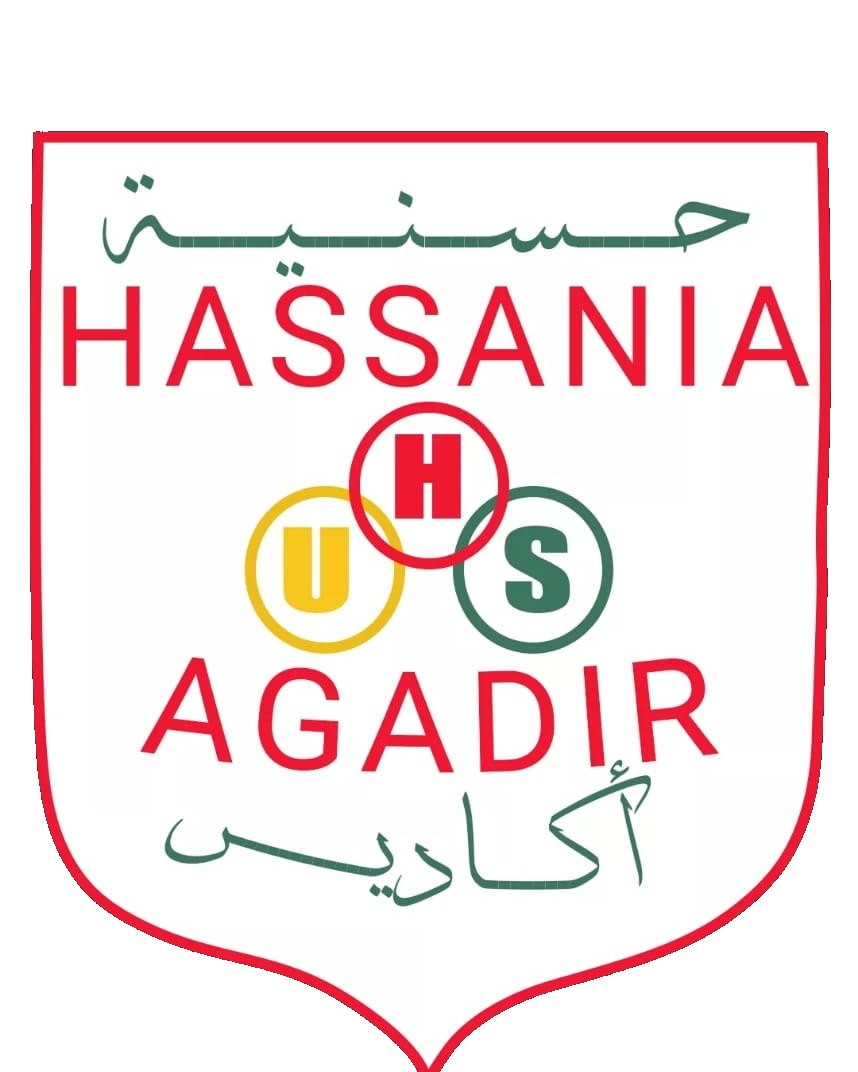
Finale de Coupe du Trône 1962-63
1990s-2013
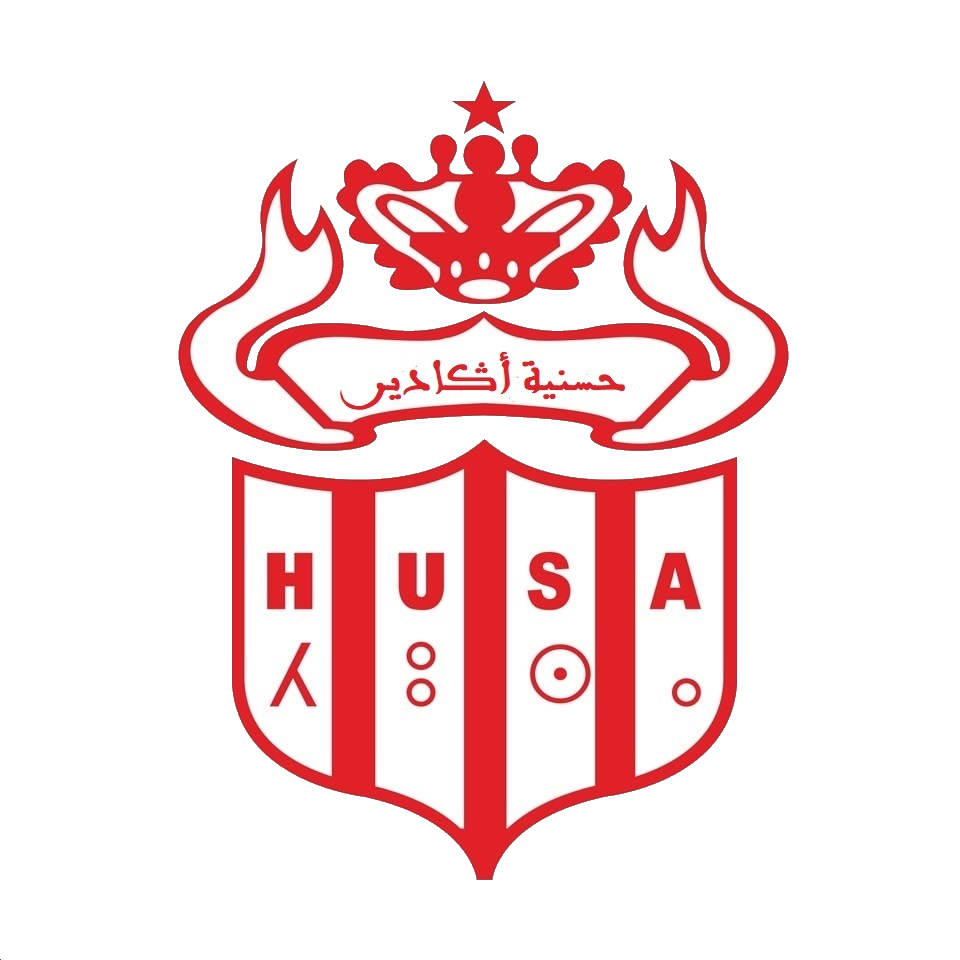
Logo actuel (depuis 2013)

### Sponsors officiels
- Afriquia
- Škoda
- Sanad
- Bang Sports
- Agadir Bay
- Moov'up Fitness

## Supporters
Le club jouit d'une popularité au Maroc, notamment auprès des berbères du Royaume. Le Hassania rassemble et nourrit traditionnellement une attache très forte aux soussis qui sont présents dans tous les coins du Maroc surtout dans les grandes villes, donc le Hassania d'Agadir retrouve souvent un grand nombre de supporters lors de ses déplacements.
Aux environs d'Agadir et à la région de Souss-Massa se trouvent plusieurs villes qui ne sont pas présentées pas leurs clubs locaux au Championnat du Maroc (division 1), de ce fait le Hassania est suivi et supporté par les villes voisines.

## Clubs amis
La direction du Hassania et ses supporters ont toujours eu des relations amicales avec plusieurs clubs surtout amazighes et locales tels que :
- JS Kabylie
- Chabab Atlas Khenifra
- Chabab Rif Al Hoceima
- Olympique Dcheira
- Renaissance sportive de Berkane
- Raja de Beni Mellal
- Union Sportive Amal Tiznit

### Rivaux
- Kawkab de Marrakech
- Raja d'Agadir
- Association sportive des FAR